# Ballades, op. 10 de Brahms
 (juillet 2024).
Si vous disposez d'ouvrages ou d'articles de référence ou si vous connaissez des sites web de qualité traitant du thème abordé ici, merci de compléter l'article en donnant les références utiles à sa vérifiabilité et en les liant à la section « Notes et références ».

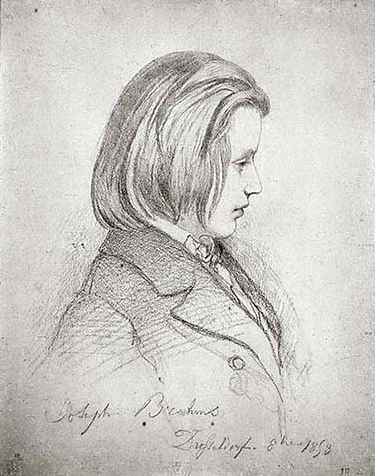
Dessin au crayon de Bonaventure Laurens représentant Johannes Brahms à l'âge de 20 ans, réalisé à la demande de Robert Schumann à Düsseldorf (Bibliothèque Inguimbertine, Carpentras, France)

Les Ballades pour piano, op. 10 ont été écrites par Johannes Brahms au cours de l'été 1854. Elles sont dédiées à Julius Otto Grimm et font partie des pièces de « jeunesse » du compositeur. Leur écriture est contemporaine de l'amour naissant de Brahms pour Clara Schumann, femme du célèbre compositeur qui est également l'ami et le protecteur du jeune Johannes. 
Elles sont au nombre de quatre. La première est inspirée d'une ballade écossaise, Edward, tirée de l'anthologie Stimmen der Völker in Liedern (de) (Voix des peuples en chansons) de Herder.
- Ballade no 1 en ré mineur
- Ballade no 2 en ré majeur
- Ballade no 3 en si mineur
- Ballade no 4 en si majeur